# Chemotaxonomie
Chemotaxonomie is een onderdeel van de taxonomie waarbij organismen (vooral planten) worden geclassificeerd op basis van verschillen en overeenkomsten in hun chemische samenstelling. 
Omdat sommige stoffen alleen of in hoofdzaak voorkomen bij bepaalde soorten, geslachten, families of orden, kan dit naast morfologie een basis vormen voor taxonomische indelingen. Voorbeelden zijn het voorkomen van het flavonoïde floridzine bij appels, colchicine bij de leliefamilie, lycorine bij de narcisfamilie, primine bij Primula en betacyanine (de stikstofhoudende kleurstof van de rode biet) bij de orde Caryophyllales.
Tegenwoordig zijn de analysemethoden verfijnder dan vroeger. Dit leidt ertoe dat stoffen die vroeger alleen bekend waren van bepaalde planten, nu ook in kleinere concentraties in andere planten kunnen worden aangetoond. Een voorbeeld is nicotine dat in vrij hoge concentraties voorkomt in planten uit het geslacht Nicotiana, bekend van onder andere de gewone tabaksplant (Nicotiana tabacum). Nicotine blijkt verspreid door het plantenrijk echter ook in andere planten voor te komen, maar dan in veel lagere concentraties dan bij Nicotiana, waardoor deze voorheen niet detecteerbaar waren. Dit is een punt waarmee rekening moet worden gehouden bij het toepassen van chemotaxonomie. 
Tot op zekere hoogte ondergaat chemotaxonomie nu een revival, nu het onderzoek naar chloroplast-DNA zoveel nadruk krijgt. Het komt voor dat een plantengroep die nu op basis van DNA-gegevens erkend wordt bepaalde stoffen gemeenschappelijk heeft; stoffen waarvan vroeger werd aangenomen dat zij meermalen in het plantenrijk ontstaan waren, maar die nu juist heel specifiek voor te blijken komen in slechts enkele plantengroepen. 
Een belangrijk werk in de chemotaxonomie is de dertiendelige serie Chemotaxonomie der Pflanzen van Robert Hegnauer waarin hij per familie het voorkomen, de werking en de biosynthese van secundaire plantenstoffen beschrijft. Andere, beknoptere werken zijn Chemical Plant Taxonomy van Tony Swain en Systematik des Pflanzenreichs: Unter besonderer Berücksichtigung chemischer Merkmale und pflanzlicher Drogen van Dietrich Frohne en Uwe Jensen. Biochemical Systematics and Ecology is een tijdschrift dat zich richt op chemotaxonomie. 